# Philipp Ruff

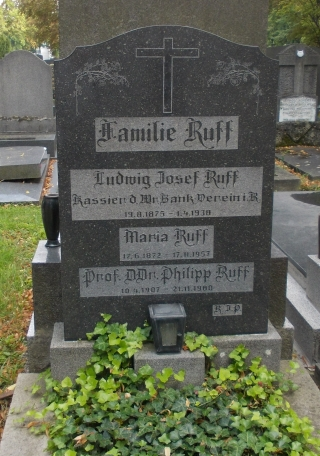
Grabstätte von Philipp Ruff

Philipp Ruff (* 10. April 1907 in Wien; † 21. November 1980 ebenda) war ein österreichischer Musikkritiker, Musikwissenschaftler und Journalist.
Philipp Ruff studierte an der Universität Wien Jus und Musikwissenschaft bei Robert Lach (Dr. phil. 1929). Er war ab 1945 bei der Arbeiter-Zeitung in Wien als Musikkritiker tätig, hat sich durch seine korrekten und objektiven Berichte hervorgetan und große Verdienste erworben. Ruff war auch Steuerberater und spielte Violine.
Seine ehrenhalber gewidmete Grabstätte befindet sich auf dem Wiener Zentralfriedhof (Gr. 34, R. 13, Nr. 56).